# Geha-Werke
Die Geha-Werke (Kurzform für Gebrüder-Hartmann-Werke) in Hannover waren bis zu ihrer Übernahme 1990 durch die Pelikan AG Hersteller von Schreibwaren und Büromaterialien.

## Gründung und Aufstieg

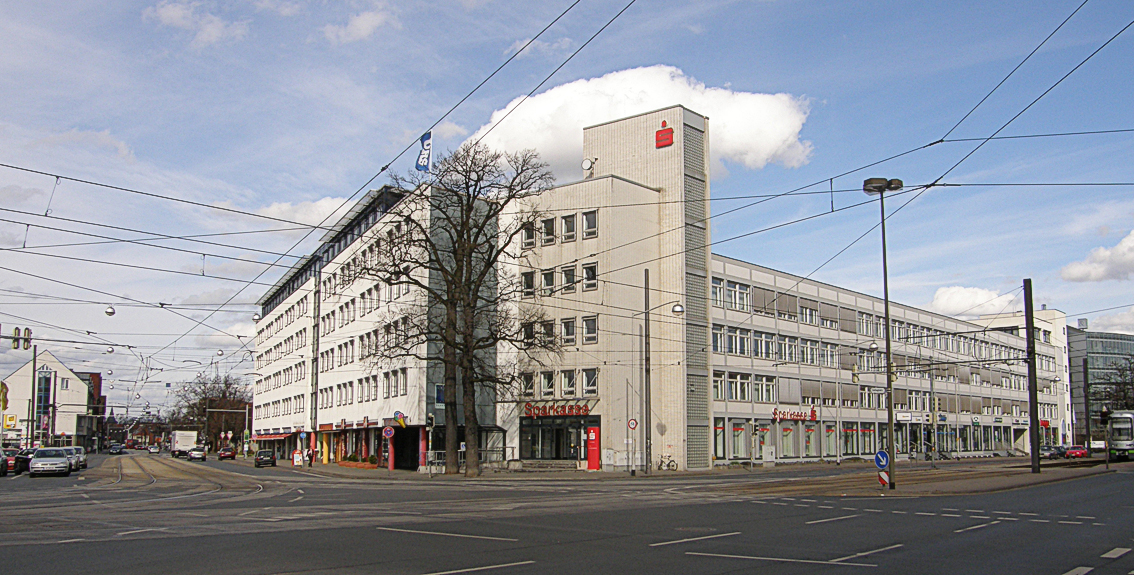
Früheres Geha-Werks- und Verwaltungsgebäude in Hannover mit dem Geha-Turm (Mitte) (2008)

Die Firma wurde 1918 von Heinrich Hartmann (* 1. Februar 1892 in Haste; † 4. März 1971 in Hannover) und seinem Bruder Conrad Hartmann (* 16. Dezember 1896 in Haste; † 18. Oktober 1977 in Hannover) in der zwei Jahre später nach Hannover eingemeindeten Stadt Linden als Handels- und Versandunternehmen für Bürobedarf gegründet. Erst später wurden diese Waren selbst produziert. Dazu wurde ein repräsentatives Betriebsgebäude im damaligen Stadtteil Klein-Buchholz an der Podbielskistraße eingerichtet, und die Firmenentwicklung nahm einen rasanten Aufschwung. 1925 wurden 200 Mitarbeiter beschäftigt, 1936 waren es 390. In diesem Jahr wurde die Produktionsstätte wesentlich erweitert: Es entstand ein heute denkmalgeschützter Großbau mit einem Turm nach Plänen von Ernst Zinsser. Noch vor dem Zweiten Weltkrieg entstanden wegen Ausweitung der Produktion, vor allem bei Büromaschinen, im selben Stadtteil zwei weitere großflächige Fertigungsstätten. Ab 1943 wurde infolge der Kriegsökonomie die Produktion von Büromaterial auf Rüstungszulieferungen umgestellt. Fortan produzierte das Werk Patronenhülsen, Bleigeschosse und Flugzeugkompasse.
Nach dem Zweiten Weltkrieg wurde das repräsentative Werksgebäude ab 1945 von der britischen Besatzungsmacht beschlagnahmt und als Sitz für die Militärregierung in Hannover genutzt. Erst 1949 wurde der Betrieb wieder zurückgegeben, die Produktion startete im selben Jahr. Die Höchstzahl der Beschäftigten lag 1965 bei 1.900 Personen, Anfang der 1970er Jahre nach Erbauung des Werkes 3 sogar kurzzeitig bei 2.500 Personen. Der Platz vor dem Betriebsgebäude an der Podbielskistraße wurde wegen der wirtschaftlichen Bedeutung der Firma für die Stadt in Geha-Platz umbenannt.
1964 wurde eine Filiale in Mailand (Italien), eine weitere 1968 in Brüssel (Belgien) eröffnet. Ab 1972 produzierte Geha auch Fotokopiergeräte (u. a. den Geha 1800) und Tageslichtprojektoren. 1982 kamen Aktenvernichter und ab 1990 Beamer zum Sortiment hinzu.

## Produkte
1939 wurde mit Geha-Duplex das erste Durchschreibepapier mit bedruckter Rückseite (in grün) entwickelt. Große Bekanntheit erlangte das Unternehmen vor allem durch seinen ab 1950 produzierten Füllfederhalter, der in Deutschland der erste war, der eine Tintenpatrone hatte. Bis in die 1980er Jahre war der Geha-„Füller“ Hauptkonkurrent für die entsprechenden Produkte des ebenfalls in Hannover ansässigen Marktführers Pelikan. Die Geha-Füllfederhalter zeichneten sich durch ein spezielles Patronenformat mit hinterem und vorderem Tintenausgang aus (hinterer Ausgang speziell für Geha-, vorderer Ausgang für andere Füllfederhalter). Außerdem wiesen sie ein System auf, das als Reservetank bezeichnet wurde: Durch das Betätigen eines Schiebers unter dem Federsteg konnte ein kleiner Zusatzvorrat an Tinte genutzt werden.

## Abstieg
Wie Pelikan erweiterte Geha in den 1970er und 1980er Jahren sein Sortiment um zahlreiche Schreib-, Büro- und EDV-Materialien. Diese Expansion und andere Ursachen, wie z. B. die konjunkturellen Auswirkungen der Ölkrise 1973, brachten das Unternehmen in finanzielle Schwierigkeiten, Umsatzrückgänge führten 1975 und 1982 zu mehrmonatigen Kurzarbeitphasen. Nachdem mehrere Sanierungsversuche erfolglos geblieben waren, übernahm 1990 der frühere Konkurrent Pelikan die Geha-Werke. In den 1990er Jahren stellte Pelikan die Produktion auf den ehemaligen Geha-Werksgeländen ein, die Gebäude wurden entweder abgerissen oder zu Geschäftsräumen umgebaut. Am 1. Oktober 2005 wurde auch die Geha-Werke GmbH in Garbsen mit Produkten für moderne Präsentationstechniken und Aktenvernichtern in die Pelikan Vertriebsgesellschaft mbh & Co. KG in Hannover eingegliedert.
Übrig geblieben ist Geha als Handelsmarke der Pelikan Holding und der Tochtergesellschaft Geha GmbH mit Sitz in Brilon. So wurden bzw. werden unter dem Markennamen Geha Präsentationssysteme (Geha direkt) und Druckerzubehör (German Hardcopy AG) vertrieben. Füllfederhalter und Zubehör laufen nur noch unter der Marke Pelikan.
Laut Website geha.de wurden „per 30. September 2012 die Geschäftsaktivitäten der Geha GmbH Brilon eingestellt“. Schon Mitte 2012 wurde der Vertrieb von Projektoren, Leinwänden und Präsentationsmöbeln eingestellt. Angeboten werden lediglich Druckerzubehör, Aktenvernichter sowie Laminiergeräte und -folien. Der Unternehmenssitz wurde nach Hannover zurückverlegt.